# Antoni Salvà i Ripoll
Antoni Salvà i Ripoll (Palma, 1868 - 1949) fou un polític i advocat mallorquí, germà de Maria Antònia Salvà i Ripoll i de Francesc Salvà i Ripoll. Estudià Dret a Madrid. Fou membre de l'Associació per la Cultura de Mallorca i director de la revista La Nostra Terra el 1928-1936. També fou un dels fundadors del Centre Autonomista de Mallorca el 1930, que el 1931 esdevingué Partit Regionalista de Mallorca. Participà en l'elaboració del Projecte d'Autonomia per a Mallorca i Eivissa del juliol de 1931. El 1936, signà la Resposta al Missatge dels Catalans. Fou secretari del Banc de Crèdit Balear del 1929 al 1949, i president del Foment de Turisme de Mallorca el 1934. Publicà diversos articles a La Nostra Terra, on propugnava la catalanitat cultural i ètnica de Mallorca. També publicà articles sobre el folklore de Llucmajor i alguns poemes.